# Sobarocephala quadrimaculata
Sobarocephala quadrimaculata is een vliegensoort uit de familie van de Clusiidae. De wetenschappelijke naam van de soort is voor het eerst geldig gepubliceerd in 1963 door Soos.